# Luiro
Der Luiro [ˈlui̯rɔ] ist ein Fluss im finnischen Teil Lapplands. Er gehört zu den wichtigsten Zuflüssen des Kemijoki und ist mit einer Länge von 227 Kilometern der siebtlängste Fluss Finnlands. Der Luiro entspringt dem Luirojärvi-See im Saariselkä-Fjellgebiet. Von dort fließt er südwärts größtenteils durch unbewohnte Gebiete der Gemeinde Sodankylä und vereinigt sich rund sieben Kilometer nördlich von Pelkosenniemi mit dem Kitinen, kurz bevor dieser in den Kemijoki, den längsten Strom Finnlands, fließt.
Um die Wassermenge des Kemijoki zu regulieren, wurde 1967 der Oberlauf des Luiro zum Lokka-Stausee aufgestaut, der bei maximalem Wasserstand 417 km² groß ist. Am Lokka-Stausee befindet sich auch ein Wasserkraftwerk.